# Перевірочно-фільтраційні табори НКВС СРСР
Перевірочно-фільтраційні табори НКВС СРСР — спецзаклади для перевірки осіб, що були в німецькому полоні або на окупованій території. До січня 1945-го мали назву «спецтабори НКВС».
Створені 6 січня 1942, по липень 1944 року перевірочно-фільтраційні табори структурно підпорядковувалися управлінню у справах військовополонених та інтернованих НКВС СРСР.
19 липня 1944 року були передані у відання ГУЛАГу. Заступником начальника ГУЛАГу по спецтаборам було призначено полковника держбезпеки Г.Грановського. 28 серпня 1944 року на базі відділу спецтаборів ГУЛАГу створено самостійний Відділ спецтаборів НКВС СРСР, який очолив полковник держбезпеки М.Шитіков. З 20 лютого 1945 Відділ спецтаборів НКВС СРСР перейменовано у Відділ перевірочно-фільтраційних таборів НКВД СРСР.

## Організація діяльності
Всі червоноармійці, котрі перебували в полоні, через збірно-пересильні пункти мали надходити до спецтаборів НКВС на перевірку, звідти — передаватися до військкоматів для відправки до війська або промислових робіт. Усі спецтабори НКВС СРСР організовувалися при промислових підприємствах, і під час перевірки військовослужбовці, за винятком офіцерського складу, були задіяні на роботах.
Упродовж війни змінився порядок проходження перевірки. Згідно з постановою ДКО від 4 листопада 1944, звільнені з полону військовополонені та цивільні особи призовного віку направлялися до запасних частин Червоної армії, минаючи спецтабори. Проте до спецтаборів НКВС направлялися «злочинні елементи» з числа військовополонених та репатріантів для більш прискіпливої перевірки.
Спецконтингент став поділятися на три облікові групи:
- 1-ша — військовополонені й оточенці;
- 2-га — рядові поліцаї, сільські старости та інші цивільні особи, підозрювані в зрадницькій діяльності;
- 3-тя — цивільні особи (чоловіки) призовного віку, які проживали на окупованих територіях, зайнятих противником.

Перевірку впродовж 1—2-х місяців здійснювали органи СМЕРШу.
Загалом з грудня 1941 по липень 1944-го років через спецтабори НКВС пройшло 375 368 чоловік спецконтингенту:
- 1942—172 081
- 1943 рік — 127 628
- Січень — липень 1944 року — 75 659 осіб.

За складом:
- Колишні військовослужбовці Червоної Армії, які перебували в полоні або в оточенні — 328 365 осіб;
- Поліцаї, старости та інші пособники окупаційної влади — 25 571;
- Цивільні особи призовного віку, які перебували на території, зайнятій противником — 21 432.

За цей же період:
- Перевірено і передано райвійськкомату — 233 887 осіб (62,3 %),
- Направлено на формування п'ятнадцяти трудових батальйонів — 12 808 (3.4 %),
- Передано в постійні кадри оборонної промисловості — 20 284 (5.4 %),
- Заарештовано і засуджено — 11 658 осіб (3.1 %),
- Відсутні дані вироків — 96731 осіб (25,7 %).

22 січня 1946 року ВПФТ був розформований, а функції передані ГУЛАГу НКВС СРСР. На час розформування діяли 29 перевірочно-фільтраційних табори, з котрих чотири в тогочасних межах України:
- № 258 (Харків),
- № 0310 (Луганськ),
- № 240 (Донецьк),
- № 0327 (Київ)
- № 0332 (Лівадія, Крим).

На січень 1946 в перевірочно-фільтраційних таборах утримувалося 129 937 осіб.